# 이타쿠라 시게아쓰
이타쿠라 시게아쓰(일본어: 板倉重同, 1679년 ~ 1717년 7월 17일)는 에도 시대 중기의 다이묘이다. 안나카번 제2대 번주, 이즈미번 초대 번주를 지냈다. 관위는 종5위하, 이요노카미이다. 시게카타계 이타쿠라가 제2대 당주.
하타모토 진보 모토시게의 둘째 아들로 태어났다. 어머니는 이타쿠라 시게카타의 딸이었는데, 후에 외조부 시게카타의 양자가 되어 1686년에 이타쿠라 가문을 계승하고 안나카번주가 되었다. 1702년 음력 7월 4일, 이즈미번으로 전봉되었다. 1717년에 39세의 나이로 생을 마감했고, 맏아들 가쓰키요가 그 뒤를 이었다.